# Mansi Barberis
 Clemansa (Mansi) Barberis-Plăcințeanu (n. 12 martie 1899, Iași - d. 11 octombrie 1986, București) a fost o compozitoare, cântăreață (soprană), violonistă (a cântat sub bagheta lui George Enescu), violistă, profesoară universitară de canto la Conservatoarele din Iași (1934-1950) și București (1951-1956) și la Institutul de Teatru “I. L. Caragiale” din București.

## Viața
Mansi Barberis s-a născut în Iași, la 12 martie 1899, fiind fiica inginerului Giuseppe (Iosif) Barberis și a Margueritei Cazaban. Aceasta din urmă era descendenta unei vechi familii franco-italiene împământenite în Moldova, care a dat o seamă de personalități în lumea artistică română, precum actorul Jules Cazaban, scriitorul Alexandru Cazaban, sculptorul Ion Irimescu, compozitoarea Rodica Suțu, etc. Mansi Barberis a fost căsătorită cu doctorul chirurg Gheorghe Plăcințeanu, cu care a avut doi copii: regizoarea Sorana Coroamă-Stanca și chirurgul ortoped Gheorghe (Ginel) Plăcințeanu. Mansi Barberis a decedat în București, la 11 octombrie 1986. 
Mansi Barberis a  început studiile muzicale particulare la București  (1916 - 1918) cu Alfonso Castaldi și Luigi Narice. A absolvit Conservatorul din Iași în 1922. S-a specializat la Berlin, studiind armonia, contrapunctul, formele muzicale, orchestrația cu Wilhelm Klatte, profesor la Conservatorul Stern și canto cu Lula Misz Gmeiner de la Hochschule. În afară de lecțiile propriu-zise, a luat parte la concerte dirijate de Furtwängler, Kabasta, Siegfried Wagner, Karl Böhm, Bruno Walter. După doi ani de studii la Berlin, Mansi Barberis a plecat la Paris, urmând cursuri la Schola Cantorum, cu Vincent d’Indy (compoziție, dirijat) și la Conservatoire National, cu tenorul Gabriel Paulet (canto), Noël-Gallon (compoziție) și Vanni Marcoux (regie de operă). 
În perioada interbelică, Mansi Barberis avea să revină periodic la Paris, dar avea să se specializeze și la Viena, luând lecții cu  Marck von Neusser (canto) și Joseph Marx (compoziție).

## Opera
Dintre compozițiile sale, amintim: sonate pentru pian și vioară; lieduri (ciclurile Destin de poet, pe versuri de Eminescu și Itinerar dacic, pe versurile ginerelui său, Dominic Stanca), coruri; Suita I pastorală pentru orchestră simfonică, în 4 părți (difuzată de Radio Viena, la 16 septembrie 1937, în interpretarea Wiener Symphoniker, dirijată de Max Schönherr); poemul simfonic Viziuni; simfonii; operele Kera Duduca (1963; difuzată la Televiziunea Română, în anii ‘70), Apus de soare (premiera la 30 decembrie 1967, la Opera Română din București), Domnița din depărtări, având la bază La princesse lointaine de Edmond Rostand (premiera în 1976, la Opera din Iași), Căruța cu paiațe (premiera în 1982, la Opera din Iași); muzică de scenă (pentru Neguțătorul din Veneția de Shakespeare, serialul TV Mușatinii, regizat de fiica sa, Sorana Coroamă-Stanca etc.). 
Membră a Societății Compozitorilor Români (din 1935) și apoi a Uniunii Compozitorilor din România. Laureată a Premiului George Enescu (1925, 1934, 1941) și distinsă cu Ordinul Meritul Cultural (1969). Lucrările sale au fost interpretate în Italia, Elveția, Olanda, Germania, Marea Britanie. A publicat volumul de amintiri „Din zori până în amurg” (convorbiri cu Melania Munteanu), care a fost tradus, mai târziu și în limba italiană, prin grija strănepotului Vlad Coroamă. 
O selecție a compozițiilor ei include: 
- Itinerar dacic (1976) pe versuri de Dominic Stancu
- Destin de poet (1981) pe versuri de Mihai Eminescu
- Kera Duduca (1963) opera
- Apus de soare (Sunset) (1961) opera
- Rondelurile rozelor (1982) pe versuri de Alexandru Macedonski[7]